# Inuktitut nyelv
Az inuktitut nyelv vagy kelet-kanadai inuit nyelv (inuktitut: [inuktiˈtut], szótagírással: ᐃᓄᒃᑎᑐᑦ) a Kanadában beszélt inuit nyelvváltozatok összefoglaló neve, mindazon nyelvváltozatoké, melyet a erdőhatártól északra beszélnek, beleértve Újfundland és Labrador, Quebec tartományokat, Manitoba északkeleti részét, Nunavutot, az Északnyugati Területeket és a Jeges-tenger partvidékét.
Az inuktituot Nunavut és az Északnyugati Területek hivatalos nyelvévé nyilvánították, Quebec északi részén is hivatalosan használható, valamint a Labrador-félsziget inuitok által lakott részén is használható. A 2006-os kanadai népszámlálás szerint mintegy 35 000 inuktitut beszélő él Kanadában, köztük 200-an a hagyományos inuktitut területeken kívül élnek.

## Nyelvjárások

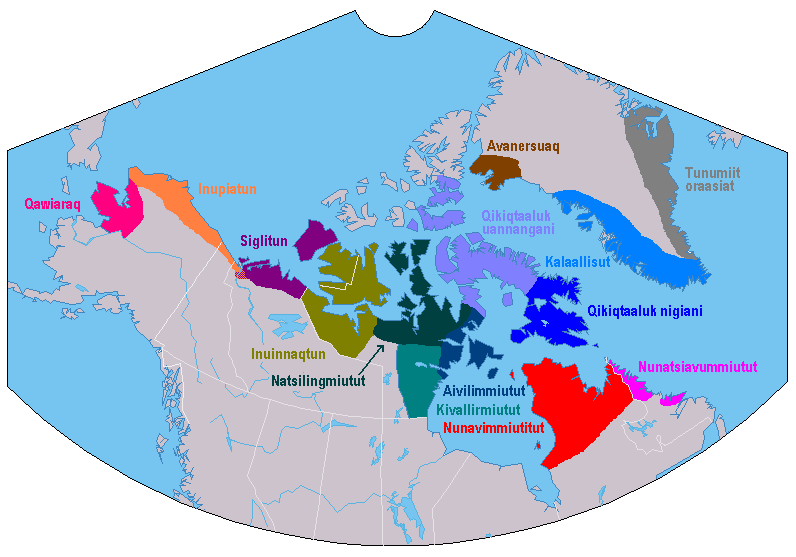
Az inuktitut nyelvjárások

### Északnyugati Területek és Yukon
Az inuktitut nyelv helyi változatát az Északnyugati Területek inuvialuitnak hívják. A Mackenzie folyó északi folyásánál, a jeges-tengeri partvidéken, a Yukon mentén, a Banks-szigeten és a Victoria-sziget egy részén beszélik. Az Északnyugati Területek többi inuktitut nyelvváltozatát együttesen inuvialuktunnak hívják. Az inuvialuktun nyelvváltozatok komolyan veszélyeztetett nyelvváltozatok, az angol vált a közösség nyelvévé az utóbbi időben. Az Inuvialuit Cultural Resource Centre kutatásai szerint a mintegy 4000 inuvialuit beszélő 10%-a használja az inuktitut valamilyen formáját, és csak 4%-uk használja azt otthon.

### Nunavut
Nunavut képezi az inuktitut világ legnagyobb hányadát. Nunavut hivatalos nyelvei az angol, a francia, az inuktitut és az inuinnaqtun. Az inuktitut kifejezést e két utóbbi nyelvre együtt is szokták használni. Nunavutban mintegy 24 000 inuit él, akiknek 80%-a (a 2001-es népszámlálás szerint) használja az inuktitutot. A legnagyobb helyi változatok:
- Inuinnaqtun
- Natsilingmiutut
- Kivallirmiutut
- Aivilingmiutut
- Qikiqtaaluk uannangani (északi-baffini)
- Qikiqtaaluk nigiani (dél-baffini)

### Nunavik
Nunavik Quebec északi, inuitok által lakott része. Mintegy 12 000 inuit lakik ott, a 2001-es népszámlálás szerint 90%-uk használja az inuktitut nyelvet. Az ott használt változatot nunavimmiutitutnak hívják. Ebben a nyelvjárásban az inuktitut nyelvet inuttitutnak nevezik.

### Labrador, Nunatsiavut
A nunatsiavuti dialektust (ᐃᓄᑦᑎᑐᑦ [inuttitut], ᓄᓇᑦᓯᐊᕗᒻᒥᐅᑐᑦ [nunatsiavummiutut] vagy, kormányzati dokumentumokban gyakran labradorimiutut) egykor egész Labrador északi részén beszélték, mára a félsziget északkeleti partvidékére korlátozódik. Külön írásrendszere van, amelyet a morva egyház német misszionáriusai fejlesztettek ki Grönlandon az 1770-es években. Saját írásrendszere és más inuit közösségektől való távolsága miatt a nunatsiavut elkülönült dialektussá vált, külön irodalmi hagyománnyal. A dialektust beszélők (nunatsiavummiut) saját nyelvükre az inuttut (ᐃᓄᑦᑐᑦ) szót használják.
Bár Nunatsiavut több mint 4000 inuit származású lakost tart számon, a 2001-es népszámlálás során mindössze 550-en vallották az inuktitut nyelvet anyanyelvüknek, legtöbbjük Nain városában. Az inuktitut nyelv Labradorban súlyosan veszélyeztetett.
Nunatsiavutban létezett egy másik nyelvjárás is, amely állítólag sokkal közelebb állt a nyugati inuktitut nyelvjárásokhoz, a Rigolet környéki.
A híradások szerint ennek 1999-ben mindössze három, nagyon idős beszélője volt.

### Grönland
Az inuktun vagy sarki eszkimó nyelv nemrég érkezett Grönlandra a kelet-kanadai sarkvidékről, és nem a grönlandi nyelv dialektusa.
A sarki inuitok voltak az utolsók, akik Kanadából Grönlandra keltek át, és feltehetően a 18. században érkezhettek meg oda.
Az inuktun egy eszkimó–aleut nyelv, dialektológiailag a grönlandi nyelv (kalaallisut) és a kanadai inuktitut, inuvialuktun vagy inuinnaqtun nyelvek között helyezkedik el. Néhány fonológiai, nyelvtani és lexikai jellemzőjében különbözik a kalaallisut nyelvtől.

## Írás

Az inuktitut szótagírás (titirausiq nutaaq). A ponttal ellátott karakterek hosszú magánhangzót jelölnek, latin átírásban ezeket kettőzéssel jelölik.

Az inuktitut nyelvet többféle módon írják. Létezik latin betűs írása is, valamint a kanadai őslakos szótagírás egy változata, az inuktitut szótagírás szolgál a nyelv leírására, amely a James Evans nyelvész és misszionárius által alkotott krí szótagíráson alapul és jelenlegi formájában az 1970-es években fogadta el az Inuit Kulturális Intézet. Az alaszkai inuitok, az inuvialuitok, az inuinnaqtun nyelvet beszélők, valamint a grönlandi és labradori inuitok latin betűs írást használnak.

## Fordítás
- Ez a szócikk részben vagy egészben  az   Inuktitut című angol Wikipédia-szócikk ezen változatának fordításán alapul.  Az eredeti cikk szerkesztőit annak laptörténete sorolja fel. Ez a jelzés csupán a megfogalmazás eredetét és a szerzői jogokat jelzi, nem szolgál a cikkben szereplő információk forrásmegjelöléseként.